# 海外110

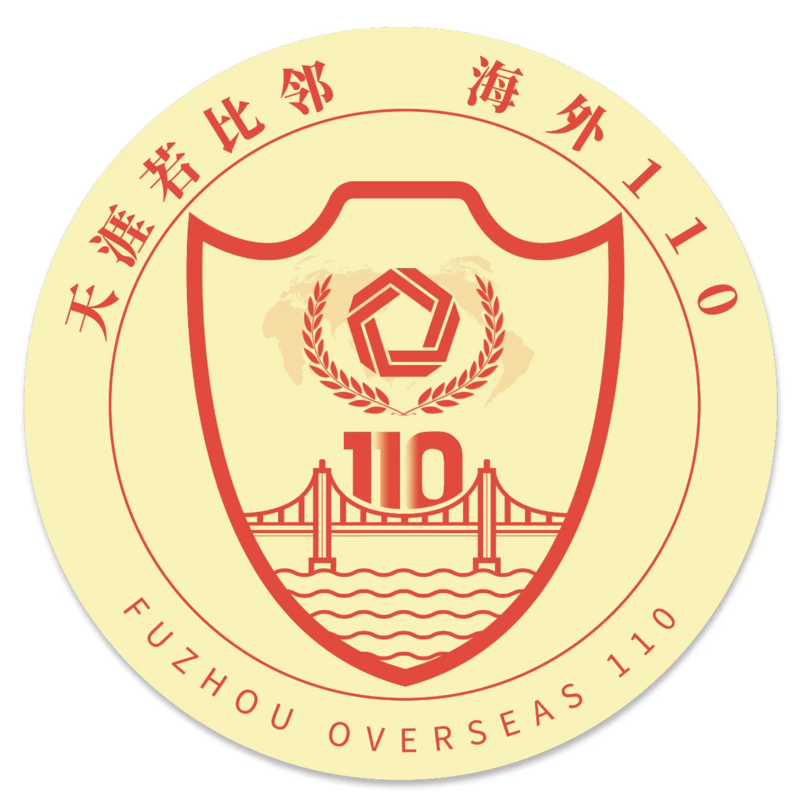
Badge of Fuzhou overseas police operations

海外110（かいがい110、(簡体字: 海外110; 拼音: hǎiwài yāoyāolíng、英語: Overseas 110） は、中華人民共和国の警察の緊急電話番号「110」に由来し、中華人民共和国の警察が海外に設置したさまざまな超法規的な事務所を指す。日本のメディアでは「中国の『海外警察拠点』」や「中国の『海外警察』」、「秘密警察署」などと呼称される。
中国共産党政府は、外国にいる中国人に書類の更新などの事務的な支援を提供し、オンライン詐欺などの国際犯罪に対抗するために設置したとしている。しかし、2022年に人権団体 Safeguard Defenders が、外国にいる反体制派や海外の犯罪容疑者を脅して中国に帰国させるために使われていると主張してから論争となり、受け入れ国政府による監視と調査が強化された。

## 歴史
ジェームズタウン財団のマット・シュレイダー氏が南アフリカの「中国人コミュニティと警察センター」について書いた記事によると、「華僑支援センター」は 2014年に初めて設立され、2019年までに 39か国・45 センターが開設された。これらのセンターは、ほとんどが既存の組織から形成されたもので、警察権限を持っていなかった。シュレイダー氏はさらに、華僑支援センターと中国共産党政府、特に統一戦線工作部の人員との関係やその政治的影響力について、透明性の欠如を指摘した。
2016年、南通警察署は、「海外110」にちなんだ華僑支援センターを最初に設置した。6か国に事務所を設置して、中国人が関与した120以上の刑事事件を解決し、ミャンマー、カンボジア、ザンビアで80人以上を拘留したとされる。
2022年9月、人権NGO Safeguard Defenders は、反体制派を含む中国政府が指名手配した個人に対し、家族や本人を脅して中国に戻り拘束されるよう嫌がらせや強要するプログラムの一環でもあると主張し、2021年4月から2022年7月までの間に、中国政府が「説得して戻した詐欺容疑者」が23万人を記録したと訴えた。さらに、中国警察が警察協力の規則と手続きを回避できるようにすることで、ホスト国の主権を侵害していると主張した。
カナダ、イギリス、スペイン、ポルトガル、オランダなどは、「海外110」を調査すると発表した。2022年10 月下旬、アイルランド外務省はダブリンの「海外110」の閉鎖を命じた。オランダ外務省は、中国政府が外交手段を通じて通知することなく「海外110」を違法に運営していたことを指摘し、その後、事務所の閉鎖を命じた。
日本にも一般社団法人日本福州十邑社団聯合総会の住所地に「海外110」の拠点が存在することが報道された。岸田文雄首相は2022年12月、神谷宗幣参議院議員の質問に対し、「中国側に対しては、外交ルートを通じて、仮に我が国の主権を侵害するような活動が行われているのであれば、断じて容認できない旨申入れを行った。政府としては、引き続き、情報の収集及び分析に努めるとともに、適切な措置を講じてまいりたい」と答弁した。
2023年4月、アメリカのFBIはニューヨークのマンハッタン、チャイナタウン地区で「秘密の警察出先機関」を開設・運営していた中国公安部の代理人2名を逮捕した。中国の警察と関係が深く、アメリカに逃れた反体制派と家族に嫌がらせや脅迫を行い、帰国するように仕向けて、民主活動家の居場所の特定にも協力していた。ブルックリン検察は、中国がニューヨークに秘密警察署を設置し、国の主権を侵害していたと指摘。米司法省も「（中国の行いは）国家として許容される範囲を遥かに超えている」と述べた。
アメリカの検察当局はまた、ソーシャルメディアを使ってアメリカ国内の反体制派に嫌がらせをし、中国政府のプロパガンダを広めたとして、中国公安部の職員34名を訴追した。全員が「912専項行動工作組」所属のエリートで、「アメリカなど世界各地の中国反体制派を標的にする」ことを目的とした部署だという。　
米・カナダの中国大使館は、53か国に100以上あるとされる出先機関について、警察の出先機関であることを否定し、新型コロナのパンデミック期間中に運転免許証の更新などを支援する「海外サービスステーション」（サービスセンター）だと説明。人権団体は設置理由について、国外在住の中国人を脅迫、監視するためだと指摘している。